# Rhenania Richterich
Rhenania Richterich (offiziell: Sportverein Rhenania 1919 Richterich e.V.) ist ein Sportverein aus Aachen, Richterich. Die erste Fußballmannschaft spielte ein Jahr in der damals drittklassigen Oberliga Nordrhein.

## Geschichte
Der Verein wurde im Jahre 1919 gegründet. Im Jahre 1970 gelang der Aufstieg in die Landesliga, wo man zunächst gegen den Abstieg spielte. 1976 wurde die Rhenania Vizemeister seiner Staffel hinter Borussia Brand und schaffte durch einen Entscheidungsspielsieg gegen den SSV Troisdorf 05 den Aufstieg in die Verbandsliga Mittelrhein. Dort stieg die Mannschaft prompt wieder ab und schaffte 1978 den direkten Wiederaufstieg und marschierte ein Jahr später direkt in die Oberliga Nordrhein durch.
Aus dieser stieg die Rhenania in der Saison 1979/80 unglücklich ab. Richterich wies die schlechtere Tordifferenz gegenüber dem ASV Wuppertal auf. Ein Jahr später wurde die Mannschaft in die Landesliga durchgereicht und 1984 ging es in die Bezirksliga hinunter. Seitdem pendelt der Verein, der mit Peter Sendscheid einen Bundesligaspieler hervorgebracht hat, zwischen Landes- und Bezirksliga. 2012 gelang der Aufstieg in die Landesliga Mittelrhein. Aus dieser stieg die Rhenania zwei Jahre später ab und wurde in der folgenden Saison 2014/15 in die Kreisliga A durchgereicht.
Im Jahre 2024 stieg die Rhenania wieder in die Bezirksliga auf.